# Coll de Prat Porceller
El Coll de Prat Porceller és una collada pirinenca que es troba a 1.972,8 metres d'altitud, a cavall del terme municipal de les Valls de Valira, de l'Alt Urgell, i de la Parròquia d'Andorra de Sant Julià de Lòria.
És a llevant del poble de Civís i al sud-oest del santuari de Canòlic, al sud del Coll de Vista i al nord del Bony de la Caubera. Comunica el poble de Civís, amb el Bosc de Caubera.